# Kim Grant
Kim Grant (nacido el 25 de septiembre de 1972) es un exfutbolista ghanés que se desempeñaba como delantero.
Kim Grant jugó 7 veces para la selección de fútbol de Ghana entre 1996 y 1997.

## Trayectoria

### Clubes
| Club                     | País       | Año         |
| ------------------------ | ---------- | ----------- |
| Charlton Athletic        | Inglaterra | 1991 - 1996 |
| Luton Town               | Inglaterra | 1996 - 1997 |
| Millwall                 | Inglaterra | 1997 - 1998 |
| Notts County             | Inglaterra | 1998 - 1999 |
| United Overpelt-Lommel   | Bélgica    | 1999 - 2000 |
| FC Marco                 | Portugal   | 2000 - 2001 |
| Scunthorpe United        | Inglaterra | 2001        |
| Yeovil Town              | Inglaterra | 2001 - 2003 |
| Imortal                  | Portugal   | 2003 - 2004 |
| Sarawak FA               | Malasia    | 2004        |
| Shonan Bellmare          | Japón      | 2005        |
| Ebbsfleet United         | Inglaterra | 2005        |
| Wimbledon                | Inglaterra | 2006        |
| Hougang United FC        | Singapur   | 2006        |
| Geylang International FC | Singapur   | 2007        |
| Woking                   | Inglaterra | 2008        |

### Selección nacional
| Selección | País  | Año         |
| --------- | ----- | ----------- |
| Absoluta  | Ghana | 1996 - 1997 |

## Estadística de equipo nacional
| Selección de fútbol de Ghana | Selección de fútbol de Ghana | Selección de fútbol de Ghana |
| Año                          | Part.                        | Goles                        |
| ---------------------------- | ---------------------------- | ---------------------------- |
| 1996                         | 3                            | 1                            |
| 1997                         | 4                            | 0                            |
| Total                        | 7                            | 1                            |